# Lotte van Drunen
Lotte van Drunen   (Gorinchem, 9 d'agost de 2007) és una pilot professional de motocròs neerlandesa que va guanyar el campionat del món de motocròs femení (WMX) del 2024 amb Yamaha, esdevenint la campiona més jove d'aquesta categoria.

## Primers anys
Van Drunen prové d'una família molt aficionada al motocròs: el seu pare i tres germans hi van competir. Va aconseguir la seva primera moto en fer els quatre anys. El 2014, a sis anys, va participar per primera vegada al Campionat dels Països Baixos, corrent-hi contra els nois. El 2016 va guanyar per primera vegada el campionat nacional de 50cc, un títol que revalidà el 2018, ara en 65cc. Aquest darrer any, a més, va quedar quarta al Campionat del Món de motocròs júnior de 65cc, celebrat a Austràlia, cosa que representà la millor classificació de la història per a una noia en categoria júnior. El 2019 va tornar a guanyar el Campionat neerlandès.
El 2020, Van Drunen va acabar segona al Campionat nacional de 85cc, l'any que va debutar en aquesta cilindrada. El 2021 va entrar al Rynopower MX Racing Team, amb una KTM. Va esdevenir la primera noia a aconseguir la pole position a la Junior Cup 85. Al Campionat d'Europa (EMX) va ser tercera. El 2022 va tornar a guanyar el Campionat dels Països Baixos, ara en 125cc, competint al seus 14 anys contra nois de 17. Un cop fets els 15 va debutar al Campionat del Món de Motocròs Femení (WMX) i es va anunciar que Kawasaki la fitxaria amb un contracte de tres anys.

## 2023
El 2023 Van Drunen va competir al WMX per primera vegada a temporada completa. Tanmateix, el previst contracte de tres anys amb Kawasaki va fracassar i va haver de córrer-hi amb una Kawasaki privada. Tot i ser la seva primera temporada amb la moto de 250 cc, més pesada, de seguida va guanyar la primera cursa de la temporada a Sardenya, victòria que completà amb un tercer lloc a la segona mànega, cosa que li va proporcionar el segon lloc al Gran Premi. Després del seu aniversari, va guanyar les dues curses del Gran Premi dels Països Baixos, esdevenint la quarta neerlandesa a guanyar un Gran Premi del WMX. Va acabar el mundial en la tercera posició final. A banda, aquell any es proclamà Campiona d'Europa femenina després d'haver dominat el campionat EMX Women durant tota la temporada i haver-ne guanyat les dotze curses del calendari.

## 2024
De cara a la temporada del 2024 Van Drunen va passar a l'equip De Baets MX, equipat amb motos Yamaha. Va disputar les seves primeres curses amb Yamaha el novembre de 2023. Al Mini O's d'Orlando, una de les curses principals d'Amèrica, va guanyar dos títols femenins: el de supercross i el de motocròs. El gener de 2024, Van Drunen va ser inclosa al programa d'atletes Quadrant del pilot de Fórmula 1 Lando Norris. Aquell any es va proclamar campiona del món femenina (WMX) després d'haver guanyat cinc curses del campionat i haver obtingut cinc podis més durant la temporada, situant-se 4 punts per davant de la subcampiona, Daniela Guillén, qui en va guanyar quatre i va obtenir sis podis.

## Palmarès

### Títols per any
| Any  | Equip     | Campionat                    | Classe |
| ---- | --------- | ---------------------------- | ------ |
| 2016 | ?         | Campionat dels Països Baixos | 50cc   |
|      |           |                              |        |
| 2018 | Husqvarna | Campionat dels Països Baixos | 65cc   |
| 2019 | KTM       | Campionat dels Països Baixos | 65cc   |
|      |           |                              |        |
| 2022 | KTM       | Campionat dels Països Baixos | 125cc  |
| 2023 | Kawasaki  | EMX Women                    | -      |
| 2024 | Yamaha    | WMX                          | -      |